# Hayato Okuda
Hayato Okuda (japanisch 奥田 勇斗 Okuda Hayato; * 21. April 2001 in der Präfektur Osaka) ist ein japanischer Fußballspieler.

## Karriere
Okuda erlernte das Fußballspielen in der Jugendmannschaft von Gamba Osaka. Die U23-Mannschaft des Vereins spielte in der dritten Liga, der J3 League. Bereits als Jugendspieler absolvierte er acht Drittligaspiele. Nach der Jugend wechselte er in die Universitätsmannschaft der Momoyama Gakuin University. Die Saison 2023 wurde er von der Universität an den Erstligisten Cerezo Osaka ausgeliehen. Während seiner Ausleihe kam er jedoch nicht zum Einsatz. Nach der Ausleihe wurde Okuda von Cerezo am 1. Februar 2024 fest unter Vertrag genommen. Sein Erstligadebüt für den Verein aus Osaka gab er am 2. März 2024 (2. Spieltag) im Auswärtsspiel gegen die Kashima Antlers. Bei dem 1:1-Unentschieden wurde er in der 76. Minute für Kyōhei Noborizato eingewechselt.